# کینگزویل (مریلند)
کینگزویل (به انگلیسی: Kingsville) شهری در ایالت مریلند کشور ایالات متحده آمریکا است که جمعیت آن در سرشماری سال ۲۰۱۰ میلادی، ۴٬۳۱۸ نفر بوده‌است.